# ميخائيل أوبراين (مؤرخ)
ميخائيل أوبراين (بالإنجليزية: Michael O'Brien)‏ هو مؤرخ أمريكي، ولد في 13 أبريل 1948 في بليموث في المملكة المتحدة، وتوفي في 6 مايو 2015.

## وصلات خارجية
- ميخائيل أوبراين على موقع IMDb (الإنجليزية)